# Lenie Keller
Helena Gerarda Catharina (Lenie) Lanting-Keller (Amsterdam, 4 april 1925 – aldaar, 2 september 1995) was een Nederlands schoonspringster. Ze was lid van de Hollandsche Dames Zwemclub en vertegenwoordigde haar vaderland op de Olympische Zomerspelen 1952 in Helsinki.

## Biografie
Keller was in haar jeugd turnster. Op haar zeventiende begon ze met het schoonspringen. In het Amsterdamse Heiligewegbad werd ze ontdekt door Pa Bosch, de springtegenhanger van Ma Braun, die in de jaren 40 en 50 een tal van schoonspringers heeft opgeleid. Bosch haalde haar over vol voor het schoonspringen te kiezen, en ze werd lid van de Hollandsche Dames Zwemclub.
Na de Tweede Wereldoorlog ging ze echt trainen en Keller werd in 1947 tweede op de Nederlandse kampioenschappen. Ze behaalde in 1949 de Nederlandse titel, de eerste van vier opeenvolgende kampioenschapstitels. In 1957 veroverde ze nog een vijfde titel.
Keller werd in 1950 afgevaardigd naar de Europese kampioenschappen in Wenen. Ze werd er vierde. Ze nam twee jaar later eveneens deel aan de Olympische Zomerspelen in Helsinki, hier werd ze veertiende op de 3 meter plank.
Ze was gehuwd. Haar echtgenoot Piet Lanting reisde in 1952 in een camper met haar mee naar de Spelen.

## Erelijst
- Nederlands kampioen: 1949, 1950, 1951, 1952, 1957.